# Innocenzo Martini
Innocenzo Martini (Parma, 27 dicembre 1551 – Parma, 26 giugno 1623) è stato un pittore italiano.

## Biografia
Tra i suoi primi lavori si ricordano alcuni affreschi per il duomo e la chiesa abbaziale di San Giovanni Evangelista.
Assieme a Pomponio Allegri eseguì i dipinti con le imprese del defunto duca per il catafalco di Alessandro Farnese. Lavorò anche per Ranuccio I Farnese, del quale eseguì un ritratto.
Realizzò dipinti per le benedettine di San Paolo e la pala d'altare per la cappella di Sant'Ilario in Santa Maria della Steccata.
Gli sono stati attribuiti anche gli affreschi della camera nuziale del castello dei conti Torelli di Montechiarugolo.